# Forest Ray Moulton
Pour les articles homonymes, voir Moulton.
Forest Ray Moulton (29 avril 1872 – 7 décembre 1952) est un astronome américain .
Il est connu, avec Thomas Chrowder Chamberlin, comme l'instigateur de l'hypothèse planétisimale de Chamberlin-Moulton (en), laquelle a eu la faveur de la communauté scientifique. Au début du XXe siècle, Moulton propose l'idée que les satellites additionnels de Jupiter, alors de découverte récente, étaient en fait des planétisimaux capturés par la gravité jovienne. Cette proposition est maintenant largement acceptée des astronomes.
Moulton a donné son nom au cratère Moulton, à la méthode multi-étapes (en) appelée également méthode Adams–Moulton, pour résoudre des équations différentielles, et au plan de Moulton en géométrie.
L'astéroïde (993) Moultona a été nommé en son honneur.

## Publications
- An Introduction to Celestial Mechanics (1902 ; deuxième édition révisée, 1914)
- An Introduction to Astronomy (1905)
- Descriptive Astronomy (1912)
- Periodic Orbits (1913)
- Differential Equations (1930)